# Sofia Mabergs
Sofia Mabergs (ur. 9 kwietnia 1993) – szwedzka curlerka, urodzona z Malung i mieszkająca w Härnösand. Obecnie grająca jako lead w drużynie Anny Hasselborg, z którą zdobyła m.in. złoto olimpijskie w 2018 roku.

## Kariera juniorska
Mabergs była członkinią szwedzkiej reprezentacji juniorskiej w mistrzostwach świata w 2011 roku (skip: Jonna McManus), w 2012 roku (skip: Sara McManus) oraz w 2013 roku (skip: Sara McManus).
W 2015 roku była również członkiem drużyny Sary McManus na zimowej Uniwersjadzie.

## Kariera seniorska
W mistrzostwach świata w 2015 roku Mabergs uczestniczyła jako rezerwowa w drużynie Margarety Sigfridsson. Szwedki ukończyły zmagania na 7. miejscu. W kolejnym sezonie dołączyła do ekipy Anny Hasselborg i w mistrzostwach Europy 2016 zdobyła srebrny medal. Rok później, reprezentując kraj w mistrzostwach świata zajęła 4. miejsce.
W 2018 roku drużyna Hasselborg (wraz z Sarą McManus i Agnes Knochenhauer) zdobyła olimpijskie złoto podczas Zimowych Igrzysk Olimpijskich w Pjongczangu. Miesiąc później, na mistrzostwach świata Szwedki dotarły do finału, gdzie jednak przegrały z drużyną Jennifer Jones i zdobyły srebrny medal. Rok później Mabergs stanęła wraz ze swoją drużyną na tym samym stopniu podium, przegrywając w finale ze szwajcarską drużyną Aliny Pätz. Podczas tego turnieju Mabergs miała najwyższą skuteczność wśród wszystkich leadów.

## Miksty
W 2014 Sofia Mabergs wystąpiła jako lead w drużynie swojego brata, Patrica Mabergsa, podczas mistrzostw Europy mikstów. Zdobyła tam złoty medal.

## Życie prywatne
Mabergs jest związana z kanadyjskim curlerem Bradym Scharbackiem.